# 仙居角蟾
仙居角蟾（学名：Boulenophrys xianjuensis），一种于中华人民共和国浙江省台州市仙居县淡竹乡神仙居景区发现的两栖动物，隶属于角蟾科布角蟾属。其种加词“xianjuensis”意为“仙居县的”。

## 形态特征
仙居角蟾体型小，雄蟾体长31.0～36.3毫米，雌蟾体长41.6毫米左右。身体背面皮肤粗糙，密布小疣粒，眶间具有棕色三角形斑，背部有由疣粒形成的背侧褶和类似“X”形的斑纹；腹部的有明显的白色小疣粒。

## 保护
本种于2023年被收录入《有重要生态、科学、社会价值的陆生野生动物名录》。